# Niella Tanaro
Niella Tanaro (piemontesisch la Niela Tane) ist eine italienische Gemeinde in der Provinz Cuneo (CN), Region Piemont.

## Lage und Einwohner
Niella Tanaro liegt 43 km östlich von der Provinzhauptstadt Cuneo entfernt, nahe des Tanaro.  Das Gemeindegebiet umfasst eine Fläche von 15 km² und hat 934 Einwohner (Stand 31. Dezember 2023). Die Nachbargemeinden sind Briaglia, Castellino Tanaro, Cigliè, Lesegno, Mondovì, Rocca Cigliè, San Michele Mondovì und Vicoforte.
Niella Tanaro verfügte über einen eigenen Bahnhof an der Bahnstrecke Bra-Ceva. Aufgrund der Schäden durch das Hochwasser von 1994 wurde die Bahnstrecke geschlossen. In der Nähe der Gemeinde gibt es eine Mautstelle und eine Ausfahrt zur Autobahn A6 Turin – Savona.

## Geschichte
Der Ortsname erscheint in der Urkunde von 1142 als „Nigella“. Einige Gelehrte sehen darin die Fortsetzung des botanischen Namens „Nigella“, verstanden als „Gittaione“. Die Zusatz Tanaro spielt auf den Fluss an, der am Monte Saccarello in den ligurischen Alpen entspringt. Von antiken Autoren als „Tanarum“ zitiert, schwankte das Hydronym im Mittelalter zwischen „Tanarus“, „Tannarus“, „Tanerus“, „Tanagrus“, „Thaner“ und „Tanager“. Die Anfänge seiner Geschichte lassen sich bis einige Jahrhunderte v. Chr. zurückverfolgen, als sich die ersten Bewohner an den Ufern des Tanaro nahe der Mündung in die Corsaglia versammelten. Mit der Ankunft der Langobarden in der zweiten Hälfte des 6. Jahrhunderts gehörte es zum Herzogtum Asti, später unter den Franken Karls des Großen, als die AUGUSTA BAGIENNORUM verschwand, bildete sie den äußersten Landstreifen östlich des Bredulo-Komitees.
Im 10. Jahrhundert wurde es von sarazenischen Banden aus der nahegelegenen französischen Küste geplündert und das „cortem de Nigella cum omnia sua integritate“ zusammen mit dem gesamten Komitee von Bredulo der Gerichtsbarkeit des Bischofsgrafen von Asti unterstellt. Nach der Vertreibung der Sarazenen begann das Gebiet, das damals zum Besitz von Bonifacio del Vasto gehörte, wieder ein neues und blühendes Leben: Landwirtschaft und Handel blühten wieder auf, die alten Klöster wurden wieder aufgebaut und neue gegründet. Ende des 18. Jahrhunderts war es direkt am ersten napoleonischen Feldzug in Italien beteiligt. Nach den napoleonischen Ereignissen und der Restauration war seine Geschichte ein wesentlicher Bestandteil der Ereignisse des Hauses Savoyen und des italienischen Staates. Aus historisch-architektonischer Sicht sind die Überreste der mittelalterlichen Burg aus dem 11. Jahrhundert und die romanische Apsis der Pfarrkirche Maria Vergine Assunta interessant. Auch die Bruderschaft der Disziplinaristen von Sant'Antonio Abate mit Fresken aus dem 15.–16. Jahrhundert und die Kapelle Sant'Anna im gleichnamigen Ort sind von kultureller Bedeutung. Die Kirche der Geburt der Jungfrau Maria und die Kirche San Bartolomeo zählen ebenso zum kulturellen Erbe der Gemeinde.

## Kulinarische Spezialitäten
In der Umgebung von Niella Tanaro wird Weinbau betrieben. Die Beeren der Rebsorten Spätburgunder und/oder Chardonnay dürfen zum Schaumwein Alta Langa verarbeitet werden.